# Суви дол (община Враня)
Суви дол (на сръбски: Суви Дол или Suvi Dol) е село в Югоизточна Сърбия, Пчински окръг, Град Враня, община Враня.

## География
Селото е разположено във Вранската котловина, близо до левия бряг на река Южна Морава. По своя план е пръснат тип селище. Отстои на 4,1 км източно от центъра на окръжния и общински център Враня, южно от село Мечковац, на 1,8 км югозападно от село Ранутовац и на северозапад от село Топлац. Южно от селото минава международния път Е75.

## История
По време на Първата световна война селото е във военновременните граници на Царство България, като административно е част от Вранска околия на Врански окръг.

## Население
Според преброяването на населението от 2011 г. селото има 640 жители.

### Етнически състав
Данните за етническия състав на населението са от преброяването през 2002 г.
- сърби – 544 жители (94,44%)
- българи – 18 жители (3,12%)
- неизяснени – 13 жители (2,26%)
- регионална принадлежност – 1 жител (0,18%)